# NGC 1734
NGC 1734 is een open sterrenhoop in het sterrenbeeld Goudvis. Het hemelobject werd op 23 november 1834 ontdekt door de Britse astronoom John Herschel.

## Synoniemen
- ESO 56-SC18